# Iosu Galech Apezteguía
Iosu Galech Apezteguía (Pamplona, Navarra, España, 12 de diciembre de 1990) es un árbitro de fútbol español.
Pertenece al Comité Navarro de Árbitros de Fútbol, en donde además colabora como formador de árbitros de categorías inferiores.

## Trayectoria
Tras tres temporadas en Segunda División, donde dirigió 132 partidos, consigue el ascenso a Primera División de España junto al colegiado riojano Miguel Sesma Espinosa y al colegiado andaluz José Luis Guzmán Mansilla.

## Temporadas
| Categoría            | País   | Años      | Partidos |
| -------------------- | ------ | --------- | -------- |
| Segunda División "B" | España | 2011-2019 | 106      |
| Segunda División     | España | 2019-2025 | 132      |
| Primera División     | España | 2025-Act. |          |